# 催眠麥克風
《催眠麥克風-Division Rap Battle-》（日语：ヒプノシスマイク-Division Rap Battle-）是由國王唱片所製作的男性18名聲優RAP對決企劃。簡稱「催麥」。由Idea Factory及Otomate擔任角色設計，百瀨祐一郎擔任編劇。企劃於2017年9月4日正式開始。

## 故事
H歷，使用武力的戰爭已經滅絕…
糾紛不是以暴力解決而是干涉人的精神的方式進行。一種名為「催眠麥克風」的特殊的麥克風出現。
「催眠麥克風」的歌詞會通過刺激人的交感神經和副交感神經。使人體達到各種不同的狀態。
人們用Rap來決定勝負。男性生活在「中王區」之外的各個DIVISION中 其中以「池袋」、「橫濱」、「澀谷」、「新宿」、「名古屋」和「大阪」DIVISION為主軸。
每個DIVISION的代表MC戰鬥之後，勝者可以獲得其他DIVISION事先決定好的領土。
不是兵器，而是用語言為力量的世界。他們賭上自己的威信，開始了領土之間的對戰。

## 登場人物

### Buster Bros!!!（バスター ブロス!!!）
池袋division代表隊，隊長是山田一郎。
山田 一郎（やまだ いちろう，Yamada Ichiro）【MC.B.B（MC Big Brother）】
聲優 - 木村昴
•「總是低頭走的傢伙一輩子都不會有好事發生。（You'll never find a rainbow if you're looking down.」
•生日：7月26日 / 年齡：19歳 / 身高：185cm / 體重：68kg / 血型：O / 職業：萬事屋YAMADA 經營者 / 催眠特性：致命一擊
•前「The Dirty Dawg」成員。山田家的長男。萬事屋YAMADA 經營者。
•過去是池袋無人不知無人不曉的不良少年。 
•古道熱腸、是無法對有困難的人坐視不管的正義男子。
•因為惦記兄弟、又會照顧人，而受到大家的敬慕。
•喜歡看動畫、輕小說的重度御宅族。
•重度弟控。與碧棺左馬刻兩人水火不容。

山田 二郎（やまだ じろう，Yamada Jiro）【MC.M.B/MC Middle Brother】
聲優 - 石谷春貴
•「不是因為上年紀才不玩，而是不玩才上年紀。（We don’t stop playing because we grow old; we grow old because we stop playing.）」
•生日：2月6日 / 年齡：17歳 / 身高：180cm / 體重：64kg / 血型：B / 職業：高中2年級生 / 催眠特性：聚集
•山田家次男。很會打架，是池袋division的顏值擔當。
•看著受到大家的敬慕哥哥・一郎的背影長大、把哥哥神格化後自己也當了不良少年。
•受到哥哥的影響對於動畫、輕小說相當清楚、無法忍受哥哥被人愚弄。
•常常與弟弟三郎發生小纠纷。

山田 三郎（やまだ さぶろう，Yamada Saburo）【MC.L.B/MC Little Brother】
聲優 - 天崎滉平
•「萬物有上升也有沉寂，成長也伴隨著衰老。（Everything that rises sets, and everything that grows, grows old.）」
•生日：12月16日 / 年齡：14歳 / 身高：173cm / 體重：53kg / 血型：AB / 職業：國中3年級生 / 催眠特性：消除
•山田家三男。跟哥哥們不一樣是個學甚麼都很快的天才。
•沒有成為不良少年、相當尊敬長男・一郎。
•雖人待人處事不錯、但要是發現對方比自己弱會馬上放擺出瞧不起人的態度、這樣扭曲的個性導致朋友很少。
•所以常常在尋找趣味相投可以一起玩卡牌遊戲的對象。

### MAD TRIGGER CREW（マッド トリガー クルー）
橫濱division代表隊，隊長是碧棺左馬刻。
碧棺 左馬刻（あおひつぎ さまとき，Aohitsugi Samatoki）【Mr.HC/Mister Hardcore】
聲優 - 淺沼晉太郎
•「世道不存在公平一說。（Life is not fair.）」
•生日：11月11日 / 年齡：25歳 / 身高：186cm / 體重：67kg / 血型：B / 職業：黑道 / 催眠特性：加倍奉還
•前「The Dirty Dawg」成員。掌管橫濱地區的黑道。
•總是擺著一張不爽的表情、要是看到不順眼的事馬上就會發生爭吵、不會對女性下手。
•是為了心愛的妹妹成為黑道。相當珍惜從媽媽那裏得到的手工護身符。
•重度的妹控。與山田一郎兩人水火不容。
入間 銃兎（いるま じゅうと，Iruma Jyuto）【45 Rabbit/Forty-five Rabbit】
聲優 - 駒田航 （页面存档备份，存于）
•「沒有勇氣去冒險的人，一生中將一事無成。（He who is not courageous enough to take risks will accomplish nothing in life.）」
•生日：5月30日 / 年齡：29歳 / 身高：181cm / 體重：65kg / 血型：A / 職業：警察 / 催眠特性：監禁
•現役警察，職稱為「橫濱警察署 組織犯罪對策部 巡查部長」。雖然選擇了掃毒相關的工作、但也同時和黑道串通幹下暴力、行賄、貪汙、勒索這些壞事。
•和擔當的組裡的左馬刻是相互支持的關係。
•很會照顧人，擔任橫濱division調停者般的角色。
•口頭禪是「你想被逮捕嗎」。

毒島 梅森 理鶯（ぶすじま メイソン りおう，Busujima Mason Rio）【Crazy M】
聲優 - 神尾晋一郎 （页面存档备份，存于）
•「找不到不惜犧牲要保護的東西的人，不稱得上為人。（I submit to you that if a man hasn't discovered something that he will die for, he isn't fit to live.）」
•生日：6月21日 / 年齡：28歳 / 身高：191cm / 體重：74kg / 血型：B / 職業：原海軍 / 催眠特性：護盾
•前海軍中士。父親是美國人、母親是日本人的混血兒。
•像個前軍人一點破綻都沒有、對於敵人絲毫不會留情。
•平常相當沉穩、是喜歡為人奉獻的人。
•做菜的手藝「姑且是」專業級的。

### Fling Posse（フリング ポッセ）
澀谷division代表隊。隊長是飴村亂數。
飴村 乱数（あめむら らむだ，Amemura Ramuda）【easy R】
聲優 - 白井悠介
•「樂觀主義者看到甜甜圈，悲觀主義者看到甜甜圈中的洞。（The optimist sees the doughnut, the pessimist sees the hole.）」
•生日：2月14日 / 年齡：24歳 / 身高：155cm / 體重：49kg / 血型：O / 職業：時尚設計師
•前「The Dirty Dawg」成員。時尚設計師。
•雖然外表看起來像小學生，但思维敏捷、相當清楚其他人是怎麼看待自己的。
•天真爛漫不受拘束，常常做出不顧周遭情形的發言，但因天生流露的可愛而被愛著。
•相當受女生歡迎，但從不結交固定對象。摸摸他的頭的話，他就會笑著遞出糖果。
•和新宿division的寂雷水火不容。
夢野 幻太郎（ゆめの げんたろう，Yumeno Gentaro）【Phantom/ファントム】
聲優- 齊藤壯馬
•「你究竟為了什麼而尋求意義？人生即慾望，而非意義。（What do you want meaning for? Life is desire, not meaning.）」
•生日：4月1日 / 年齡：24歳 / 身高：177cm / 體重：61kg / 血型：AB / 職業：作家
•作家，打扮得像書生一樣。第一人稱為「小生」
•興趣是觀察人類和幻想。
•因為某個原因而開始說謊。這些謊言很有說服力，在對方相信的時候又會說「嘛，不過是在說謊啦」戲弄對方。
 有栖川 帝統（ありすがわ だいす，Arisugawa Dice）【Dead or Alive】
聲優 - 野津山幸宏 （页面存档备份，存于）
•「喜歡自己過的生活，過自己喜歡的生活。（Love the life you live. Live the life you love.）」
•生日：7月7日 / 年齡：20歳 / 身高：177cm / 體重：77kg / 血型：B / 職業：賭徒
•賭徒。
•手頭的錢就不用說了，是個連自己的命都可以放上賭桌的瘋狂賭徒。
•很討厭像踏實或穩健這樣的詞，靠著天生的強運存活到現在。
•決定事情時會用一直帶在身上的骰子做判斷。大部分時間都身無分文，如果給他食物的話馬上就會親近起來。

### 麻天狼（まてんろう）
新宿division的代表隊。隊長是神宮寺寂雷。
神宮寺 寂雷（じんぐうじ じゃくらい，Jinguji Jakurai）【ill-DOC】
聲優 - 速水奨
•「人生唯一的意義就是為了他人活下去。（The sole meaning of life is to serve humanity.）」
•生日：1月9日 / 年齡：35歳 / 身高：195cm / 體重：69kg / 血型：B / 職業：醫生
•前「The Dirty Dawg」成員。天才醫生。
•身材高瘦，散發著神秘的氣息。可以用獨特的Flow回覆對方。
•喜歡怪人，過去曾對澀谷division的亂數有興趣，現在則水火不容。
•興趣是打坐跟釣魚，也曾邀請一二三一起去釣魚。
 伊弉冉 一二三（いざなみ ひふみ，Izanami Hifumi）【GIGOLO】
聲優 - 木島隆一
•「今天將是你餘生開始的第一天。（Today is the first day of the rest of your life.）」
•生日：6月22日 / 年齡：29歳 / 身高：179cm / 體重：64kg / 血型：A / 職業：男公關
•男公關。
•雖然用露骨的輕浮語調說話，不過其實患有嚴重的女性恐懼症。
•為了克服女性恐懼症而成為男公關，努力到最後變成「只要穿著西裝就會喜歡女生」的體質。
•手很巧，從室內到室外系的興趣皆有涉獵。和獨步從小學時期就很要好，常幫獨步修補破掉的西裝。

 觀音坂 独歩（かんのんざか どっぽ，Kannonzaka Doppo）【DOPPO】
聲優 - 伊東健人 （页面存档备份，存于）
•「真正的世界遠比想像中要小得多。（The real world is much smaller than the imaginary.）」
•生日：5月15日 / 年齡：29歳 / 身高：175cm / 體重：59kg / 血型：O / 職業：醫療公司職員
•上班族。
•在醫療器材公司工作，沒有特徵就是他最大的特徵。
•是悲觀主義者，因為凡事都往壞處想，所以沒什麼朋友。
•一二三是他唯一的朋友，也是小學時期就認識的兒時玩伴。
•雖然也曾因為一二三而大吃苦頭，但還是很感謝他。

### 揍你喔本舖（どついたれ本舗 ）
大阪division的代表隊。隊長是白膠木 簓。
白膠木 簓（ぬるで ささら，Nurude Sasara）【Tragic Comedy 】　
聲優 - 岩崎諒太 （页面存档备份，存于）
•「只有我才能改變我的人生。沒有人能為我做到這一點。 （Only I can change my life. No one can do it for me.」
•生日：10月31日 / 年齡：26歳 / 身高：174cm / 體重：58 kg / 血型：AB / 職業：搞笑藝人
•單口相聲演員。
•有著喜歡讓人發笑的性格。
•雖然在舞台上能用天才般的談話讓人發笑，但私底下總是在說雙關笑話 （页面存档备份，存于）。
•過去在池袋與左馬刻組過名為“Mad Comic Dialogue”的團體。

躑躅森 盧笙（つつじもり ろしょう，Tsutsujimori Rosho）【WISDOM】
聲優 - 河西健吾
•「那些沒有出錯過的人從未嘗試過新事物。 Anyone who has never made a mistake has never tried anything new.」
•生日：3月1日 / 年齡：26歳 / 身高：181cm / 體重：68 kg / 血型：A / 職業：教師
•過去與簓組過搞笑團體。後來感覺自己的才華比不上簓之後決定解散。
•作為一名教師，在學生們間受到高度讚揚。
•有嚴重的怯場症，在大群人面前會說不出話來。

天谷奴 零（あまやど れい，Amayado Rei）【MC MasterMind】
聲優 - 黒田崇矢
•「如果生命沒有對他人造成影響，便不重要。（ A life is not important except in the impact it has on other lives.」
•生日：1月23日 / 年齡：46歳 / 身高：190cm / 體重：79 kg / 血型：/ ?? / 職業：詐欺師
•詐欺師。
•雖然善於社交，但是會為了達成自己的計畫不擇手段。
•不過非常信守承諾、絕不欠人情。
•總是用開玩笑的口吻說話，令人摸不清他真正的目的。

### BadAssTemple（ばっどあすてんぷる ）
名古屋 division的代表隊。隊長是波羅夷 空却。
波羅夷 空却（はらい くうこう，Harai Kuko）【Evil Monk 】
聲優 - 葉山翔太 （页面存档备份，存于）
•「如果沒有犯錯的自由，自由就不值得擁有。 Freedom is not worth having if it does not include the freedom to make mistakes.」
•生日：8月21日 / 年齡：19歳 / 身高：168cm / 體重：58 kg / 血型：A / 職業：僧侶
•一間古老寺廟的孩子。 
•在14歲的時候，他成功完成了父親灼空無法實現的艱苦修行。
•行為很粗俗，看起來完全沒有和尚該有的樣子，從不背叛他的朋友，非常有男子氣概。
•從前在池袋與一郎組過名為“Naughty Busters”的團體。

四十物 十四（あいもの じゅうし，Aimono Jyushi）【14th Moon】
聲優 - 榊原優希
•「決不、決不、決不、決不放棄。 Never,never,never,never,give up.」
•生日：4月14日 / 年齡：18歳 / 身高：185cm / 體重：65 kg / 血型：AB / 職業：視覺系音樂家
•視覺系樂團主唱。
•在學生時代遭遇了相當殘酷的霸凌。
•那個時候獄做為律師為他挺身而出、從那個時候開始就相當尊敬獄。
•是個愛哭的自戀狂。
•沒什麼朋友，相當寶貝一個叫做“阿曼達”的小豬玩偶。

天国 獄（あまぐに ひとや，Amaguni Hitoya）【Heaven&Hell】
聲優 -竹内栄治 （页面存档备份，存于）
•「這是我的信念，將手伸向我的目標。即使無法抵達。It is my belief that reaching out to the moon is my goal. Even if it does not arrive.」
•生日：6月29日 / 年齡：35歳 / 身高：178cm / 體重：68 kg / 血型：B / 職業：律師
•律師。
•只要能賺錢的話大多的案件都會接下。
•但打從心裡痛恨霸凌問題，若委託人是霸凌受害者，則會無償接受委託。
•說話狠毒，其實相當會照顧人。
•與麻天狼的寂雷是舊識。

### The Dirty Dawg
成員：山田一郎，碧棺左馬刻，飴村亂數，神宮寺寂雷
傳說中的最強隊伍，
目前已解散。

### 空寂Posse
The Dirty Dawg集結前飴村亂數與神宮寺寂雷組成的兩人組合。
目前已解散。

### Naughty Busters
The Dirty Dawg集結前山田一郎與波羅夷空卻組成的兩人組合。
目前已解散。

### Mad Comic Dialogue
The Dirty Dawg集結前碧棺左馬刻與白膠木簓組成的兩人組合。
目前已解散。

### 中王區（ちゅうおうく）
東方天 乙統女 （とうほうてん おとめ，Tohoten Otome）
聲優-小林優
•「我從不擔心採取行動的後果，只擔心我毫無作為。（I never worry about action, but only inaction.）」
• 年齡：49歲 / 職業：內閣總理大臣、中王區 『言之葉黨』黨首。
勘解由小路 無花果（かでのこうじ いちじく，Kadenokoji Ichijiku)
聲優-高橋智秋
•「我不曾被狗咬過，咬我的都是人。（Dogs never bite me.Just humans.）」
• 年齡：31歲 / 職業：內閣副總理大臣、警視廳警視總監、行政監察局局長、中王區 『言之葉黨』黨員。
碧棺 合歡（あおひつぎ ねむ，Aohitsugi Nemu）
聲優-山本希望
•「雲的另一端總是晴天。（There is always light behind the clouds.)」
•年齡：19歲 / 職業：行政監察局副局長、中王區 『言之葉黨』黨員。
•Mad Trigger Crew 的碧棺左馬刻的妹妹，因為不希望一直被哥哥保護，選擇加入言之葉黨，之後中王區為了製造山田一郎與碧棺左馬刻的恩怨，而將她洗腦。現已解除洗腦。
五百重波 女
聲優-金元壽子
• 年齡：？歲 / 職業：中王刑事局局長、中王區 『言之葉黨』黨員。
邪答院 仄仄（けいとういん ほのぼの，Honobono Keitoin）
聲優-菲魯茲·藍
• 年齡：29歲 / 職業：原為中王刑事局特殊部隊『言浚』隊長，現為中王刑事局副局長、中王區 『言之葉黨』黨員。
徒矢 金糸雀（KANARIA ADAYA）
聲優-田村由香里
• 年齡：24歲 / 職業：警視廳公安部部長、中王區 『言之葉黨』黨員。
棕櫚 夏喜（Natsuki Shuro）
聲優-木下紗華
• 年齡：？歲 / 職業：矯正局局長、中王區 『言之葉黨』黨員。
一二 鶲（Hitaki Tsumabira）
聲優-小島幸子
• 年齡：？歲 / 職業：前行政監察局副局長、前中王區 『言之葉黨』黨員。
南風原 鶚（Misago Haebaru）
聲優-澤海陽子
• 年齡：？歲 / 職業：前中王刑事局副局長、前中王區 『言之葉黨』黨員。

### 其他角色
滿天星 呂駒呂（どうだんつつじ ろくろ）
聲優- 楠大典
- 以DJ ROKURO此名進行活動的DJ。

Amiria 百鬼（アミリア なきり）
聲優-千菅春香
- 酒吧「Port harbor」的店主。

寒苦鳥 等閑（かんくちょう なおざり）
聲優-佐々健太 （页面存档备份，存于）
- 與呂駒呂熟識的探偵。

## Division CD
各區域的CD中收錄3首區域歌曲、2軌廣播劇、3首區域歌曲伴奏。
- Buster Bros!!!『Buster Bros!!! Generation』

2017年10月25日發售。
* M1. 我就是一郎（俺が一郎） / 山田一郎（CV木村昴）
作詞：好良瓶太郎　作曲・編曲：月蝕會議
-  M2. 宣戰聲明（センセンフコク）/ 山田二郎（CV石谷春貴）

作詞・作曲・編曲：月蝕會議
* M3. New star / 山田三郎（CV天﨑滉平）
作詞・作曲・編曲：三浦康嗣（Sampling：「G線上のアリア」作曲：Johann Sebastian Bach）
* M4. 池袋division  Buster Bross!!! Drama Track①
* M5. 池袋division Buster Bross!!! Drama Track②
* M6. 我就是一郎（俺が一郎）（off vocal ver.）
* M7. 宣戰聲明（センセンフコク）（off vocal ver.）
* M8. New star（off vocal ver.）
- MAD TRIGGER CREW『BAYSIDE M.T.C』

2017年11月15日發售。
* M1. G anthem of Y-CITY／碧棺 左馬刻（CV浅沼晋太郎）
作詞：サイプレス上野　作曲・編曲：ALI-KICK
-  M2. Bayside Smoking Blues (ベイサイド・スモーキングブルース)／入間銃兎（CV駒田航）

作詞：KURO　作曲：CHIVA、KURO　編曲：CHIVA from BUZZER BEATS for D.O.C
* M3. What’s My Name?／毒島メイソン理鶯（CV神尾晋一郎）
作詞：UZI　作曲・編曲：ALI-KICK
* M4. 橫濱division MAD TRIGGER CREW Drama Track①
* M5. 橫濱division MAD TRIGGER CREW Drama Track②
* M6. G anthem of Y-CITY（off vocal ver.）
* M7. Bayside Smoking Blues (ベイサイド・スモーキングブルース)（off vocal ver.）
* M8. What’s My Name? （off vocal ver.）
- Fling Posse『Fling Posse-F.P.S.M-』

2017年12月27日發售。
* M1. drops／飴村乱数（CV白井悠介）
作詞：CHI-MEY　作曲：Mike Woods, Kevin White, CHI-MEY, Andrew Bazzi, MZMC　編曲：CHI-MEY, Mike Woods, Kevin White, MZMC
-  M2. 劇本欺詐師（シナリオライアー）／夢野幻太郎（CV齊藤壯馬）

作詞：森心言（Alaska Jam/DSC）　作曲：RhymeTube・森心言（Alaska Jam/DSC）　編曲：RhymeTube
* M3. 3$EVEN／有栖川帝統（CV野津山幸宏）
作詞：作詞：森心言（Alaska Jam/DSC）　作曲：BVDDHASTEP・森心言（Alaska Jam/DSC）　編曲：BVDDHASTEP
* M4. 澀谷division Fling Posse Drama Track①
* M5. 澀谷division Fling Posse Drama Track②
-  M6. drops（off vocal ver.）

* M7. 劇本欺詐師（シナリオライアー）（off vocal ver.）
* M8. 3$EVEN（off vocal ver.）
- 麻天狼『麻天狼-音韻臨床-』

2017年12月6日發售。
-  M1. 迷宮壁／神宮寺寂雷（CV速水奨）

作詞：GADORO　作曲・編曲：横山克
* M2. 香檳金（シャンパン ゴールド）／伊弉冉一二三（CV木島隆一）
作詞：藤森慎吾　作曲・編曲：月蝕會議
* M3. 虎班草（チグリジア）／観音坂独歩（CV伊東健人）
作詞：弥之助（from AFRO PARKER）　作曲：Boy Genius（from AFRO PARKER）　編曲：AFRO PARKER
* M4. 新宿division 麻天狼 Drama Track①
* M5. 新宿division 麻天狼 Drama Track②
* M6. 迷宮壁（off vocal ver.）
* M7.香檳金（シャンパン ゴールド）（off vocal ver.）
* M8. 虎班草（チグリジア）（off vocal ver.）

### Division CD
各區域的CD中收錄3首SOLO歌曲、1軌廣播劇。
- 通通打趴啦本舖『－啊～大阪dreamin'night－』

2019年10月30日發售。
* M1.『－啊～大阪dreamin'night－』(あゝオオサカdreamin’night)／通通打趴啦本舖（CV.岩崎諒太・河西健吾・黒田崇矢）
作詞：R-指定 作曲・編曲：DJ松永
* M2.『Tragic Transistor』／白膠木 簓（CV.岩崎諒太）
作詞：HIDADDY 作曲・編曲：ALI-KICK
* M3.『Own Stage』／躑躅森 盧笙（CV.河西健吾）
作詞：蛭間大地 作曲：蛭間大地・maeshima soshi 編曲：maeshima soshi
* M4.『FACES』／天谷奴 零（CV.黒田崇矢）
作詞：Amon Hayashi 作曲：DirtyOrange・Amon Hayashi 編曲：DirtyOrange
* M5. Drama Track『aikata back again』
- Bad Ass Temple 『－Bad Ass Temple Funky Sounds－』

2019年11月27日發售。
* M1.Bad Ass Temple Funky Sounds / Bad Ass Temple (CV:葉山翔太・榊原優希・竹内栄治)
作詞：Crystal Boy・ヤス一番?・ホクロマン半ライス!!!・ノリダファンキーシビレサス
作曲・編曲：DJ MITSU
* M2.『僧伽藍BAM』(そうぎゃらんBAM )/ 波羅夷 空却 (CV:葉山 翔太)
作詞・作曲・編曲：Diggy-MO’
* M3.『月光陰影-Moonlight Shadow- 』( 月光陰 -Moonlight Shadow-) / 四十物 十四 (CV:榊原 優希)
作詞：Euskyss (Leetspeak monsters)
作曲・編曲：Leetspeak monsters
* M4.『One and Two, and Law 』/ 天國 獄 (CV:竹内 栄治)
作詞：KURO　作曲：CHIVA, KURO
編曲：CHIVA from BUZZER BEATS for D.O.C.
* M5.Drama Track『不屈不撓的心是無法擊潰的』(不退転の心は撃ち砕けない )
- Buster Bros!!! 「Buster Bros!!! -Before The 2nd D.R.B-」

2019年12月25日發售。
* M1.『Break the wall』山田一郎（CV.木村昴）
作詞：好良瓶太郎　作曲：西寺郷太　編曲：西寺郷太・冨田 謙
* M2.『School of IKB』山田二郎（CV.石谷春貴）
作詞・作曲・編曲：JABBA DA FOOTBALL CLUB
* M3.『安魂曲』(レクイエム)山田三郎（CV.天﨑滉平）
作詞・作曲・編曲：三浦康嗣（□□□）
採樣原曲「安魂曲 震怒之日」(レクイエム“怒りの日”)作曲：朱塞佩·威爾第
* M4. Drama Track『Helter Skelter』
- MAD TRIGGER CREW 「MAD TRIGGER CREW -Before The 2nd D.R.B-」

2020年1月29日發售。
* M1.『Gangsta's Paradise』碧棺左馬刻（CV：淺沼晉太郎）
作詞：RAU DEF　作曲：Kouya matsukawa　
* M2.『Uncrushable』 入間銃兔（CV：駒田航）
作詞： kickhaiku　作曲： 編曲ist
* M3.『2DIE4』毒島Mason理鶯（CV：神尾晉一郎）
作詞：ELIONE　作曲：ELIONE
* M4. Drama Track『All in the same boat』
- Fling Posse 「Fling Posse -Before The 2nd D.R.B-」

2020年2月26日發售。
* M1.『粉紅色的愛』飴村亂數（CV.白井悠介）
作詞：Amy Ray　作曲：Amy Ray・ILLCAMP　編曲：ILLCAMP
* M2.『蕚』 夢野幻太郎（CV.斉藤壮馬）」 
作詞：basho・ESME MORI　作曲・編曲：ESME MORI
* M3.『SCRAMBLE GAMBLE』有栖川帝統（CV.野津山幸宏）
作詞：森心言　作曲：BENCH.　編曲：DALLJUB STEP CLUB
* M4. Drama Track『牽線木偶的孤獨和淚和希望』
- 麻天狼 「麻天狼 -Before The 2nd D.R.B-」

2020年3月25日發售。
* M1.『有你故我在』神宮寺 寂雷（CV.速水奨）
作詞：韻シスト(BASI,サッコン) 作曲：韻シスト(Shyoudog,TAKU,TAROW-ONE) 編曲：韻シスト
* M2.『別讓PARTY停下來』 伊弉冉 一二三（CV.木島隆一）」 
作詞：鬼龍院翔　作曲：鬼龍院翔　編曲：鬼龍院翔・tatsuo
* M3.『BLACK OR WHITE』觀音坂 獨歩（CV. 伊東健人）
作詞：DOTAMA　作曲：ANIMAL HACK・DOTAMA　編曲：ANIMAL HACK
* M4. Drama Track『來自過去的Chaser』

### Battle CD
收錄對決歌曲1首、區域歌曲2首、廣播劇2軌。首刷特典的Battle卡片上記載著序號，讓粉絲進行投票。
- Buster Bros!!! VS MAD TRIGGER CREW

2018年5月16日發售。
* M1. WAR WAR WAR／Buster Bros!!! VS MAD TRIGGER CREW
作詞：EGO・TENZAN　作曲・編曲：yuto.com・Kiwy
* M2. IKEBUKURO WEST GAME PARK／Buster Bros!!!
作詞：好良瓶太郎　作曲・編曲：月蝕會議
* M3. Yokohama Walker／MAD TRIGGER CREW
作詞：peko　作曲・編曲：ist
* M4. Drama Track「熟知你的敵人 side B.B VS M.T.C｣
* M5. Drama Track「比炸彈更響亮｣
- Fling Posse VS 麻天狼

2018年7月18日發售。
* M1. BATTLE BATTLE BATTLE／Fling Posse VS 麻天狼
作詞：KEN THE 390　作曲・編曲：RhymeTube
* M2. Shibuya Marble Texture -PCCS-／Fling Posse
作詞：弥之助（from AFRO PARKER）、作曲：Avec Avec、弥之助（from AFRO PARKER）、編曲：Avec Avec
* M3. Shinjuku Style ～別說笑了～／麻天狼
作詞：Mr.Q・山☮マン（ラッパ我リヤ）、作曲：安藤健作（noTOKYO）・hatch（Mellow Monk Connection）　編曲：ラッパ我リヤ
* M4. Drama Track　「熟知你的敵人 side F.P VS M｣
* M5. Drama Track「就只是朋友｣

### Final Battle CD
封入初回限定的Battle投票券
- MAD TRIGGER CREW VS 麻天狼

2018年11月14日發售。
M1. DEATH RESPECT
作詞 - KOJIMA / 作曲・編曲 - 山嵐 / 歌 - MAD TRIGGER CREW・麻天狼
* M2. IKEBUKURO WEST GAME PARK（Boyz Sunshine remix）
remixed by 三浦康嗣（□□□）
作詞 - 好良瓶太郎 / 作曲 - 月蝕會議 / 歌 - Buster Bros!!!
* M3. Yokohama Walker（Triple Trippin' remix）
remixed by hara（from HyperJuice）
作詞 - peko / 作曲 - ist / 歌 - MAD TRIGGER CREW
* M4. Shibuya Marble Texture -PCCS-（Candy Dazed remix）
remixed by DJ KENTARO
作詞 - 弥之助（from AFRO PARKER） / 作曲 - Avec Avec・弥之助（from AFRO PARKER） / 歌 - Fling Posse
* M5. Shinjuku Style 〜別說笑了〜（Nerve Rackin' remix）
remixed by DJ BAKU（KAIKOO）
作詞 - Mr.Q・山☮マン（ラッパ我リヤ） / 作曲 - 安藤健作（noTOKYO）・hatch（Mellow Monk Connection） / 歌 - 麻天狼

### 麻天狼優勝記念CD
- The Champion

2019年2月27日発売。規格品番：KICA-3275。
- M1. The Champion

作詞 - Zeebra / 作曲・編曲 - 理貴・Zeebra / Producer - Zeebra / Co-Producer - 理貴 / 歌 - 麻天狼
- M2. T.D.D LEGEND

作詞 - Kohei by SIMONSAYZ / 作曲 - Kohei by SIMONSAYZ・R・O・N / 編曲 - R・O・N / All Instruments - R・O・N / Sampling Voice - Kohei by SIMONSAYZ / 歌 - The Dirty Dawg
- M3. Drama Track「Me Against The World」

- M4. Drama Track「証言」

### 1st FULL ALBUM
- Enter the Hypnosis Microphone

2019年4月24日發售。
通常盤
- 1. Hoodstar

作詞・作曲・編曲 - invisible manners（平山大介、福山整） / 歌 - Division All Stars
- 2. 催眠麥克風 -Division Rap Battle-

作詞・作曲・編曲 - invisible manners（平山大介、福山整） / 歌 - Division All Stars
- 3. 早安池袋(おはようイケブクロ)

作詞 - ポチョムキン（from餓鬼レンジャー）・好良瓶太郎 / 作曲 - 三浦康嗣（□□□）・好良瓶太郎 / 編曲 - 三浦康嗣（□□□） / 歌 - Buster Bros!!!
- 4. IKEBUKURO WEST GAME PARK

作詞 - 好良瓶太郎 / 作曲・編曲 - 月蝕會議 / 歌 - Buster Bros!!!
- 5. 黑金 シノギ（Dead Pools）

作詞・作曲・編曲 - ALI-KICK / 歌 - MAD TRIGGER CREW
- 6. Yokohama Walker

作詞 - peko / 作曲・編曲 - ist / 歌 - MAD TRIGGER CREW
- 7. Stella

作詞 - 弥之助(from AFRO PARKER) / 作曲 - ESME MORI・弥之助(from AFRO PARKER) / 編曲 - ESME MORI / 歌 - Fling Posse
- 8. Shibuya Marble Texture -PCCS-

作詞 - 弥之助（from AFRO PARKER） / 作曲 - Avec Avec・弥之助（from AFRO PARKER） / 編曲 - Avec Avec / 歌 - Fling Posse
- 9. 彩蝶(パピヨン)

作詞 - 岩間俊樹 (SANABAGUN.) / 作曲 - 大林亮三 (SANABAGUN.) / 編曲 - 岩間俊樹・大林亮三 / 歌 - 麻天狼
- 10. Shinjuku Style 〜別說笑了〜

作詞 - Mr.Q・山☮マン（ラッパ我リヤ） / 作曲 - 安藤健作（noTOKYO）・hatch（Mellow Monk Connection） / 編曲 - ラッパ我リヤ / 歌 - 麻天狼
- 11. T.D.D LEGEND

作詞 - Kohei by SIMONSAYZ / 作曲 - Kohei by SIMONSAYZ・R·O·N / 編曲 - R·O·N / 歌 - The Dirty Dawg
- 12. 催眠麥克風 -Division Battle Anthem-

作詞・作曲・編曲 - invisible manners（平山大介、福山整） / 歌 - Division All Stars
- 初回限定LIVE盤

「催眠麥克風 -Division Rap Battle- 2nd LIVE@シナガワ《韻踏闘技大會》」
「催眠麥克風 -Division Rap Battle- 3rd LIVE@オダイバ《韻踏闘技大會》」
- 初回限定Drama Track盤

Drama Track Vol.1
1.Fight For Your Right
2.Somebody Gotta Do It
3.We Just Wanna Party with You
4.29歲的現實
Drama Track Vol.2
1.Don’t Play No Game That I Can’t Win

### 漫畫單行本特典CD
催眠麥克風 -Before The Battle- The Dirty Dawg 第1集 限定版特典CD
- M1. Nausa de Zuiqu

作詞・作曲・編曲 - CHI-MEY / 歌 - 山田一郎（CV木村昴）、碧棺左馬刻（CV浅沼晋太郎）
- M2. Drama Track

催眠麥克風 -Division Rap Battle- side B.B & M.T.C 第1集限定版特典CD
- M1. BB's City

作詞 - maeshima soshi・月蝕會議 / 作曲・編曲 - 月蝕會議 / 山田二郎（CV石谷春貴）、山田三郎（CV天﨑滉平）
- M2. Drama Track

催眠麥克風 -Division Rap Battle- side F.P & M 第1集限定版特典CD
- M1. Wrap&Rap 〜3分鐘vibes廚房〜

作詞・作曲・編曲 - CHI-MEY / 歌 - 伊弉冉一二三（CV木島隆一）、觀音坂 獨歩（CV伊東健人 （页面存档备份，存于））
- M2. Drama Track

### 發布
全部在YouTube官方頻道先行發布動畫。
- 催眠麥克風 -Division Rap Battle-

2017年11月3日發布。
作詞・作曲・編曲 - invisible manners（平山大介、福山整） / 歌 - Division All Stars
- 催眠麥克風 -Division Battle Anthem-

2018年5月4日發布。
作詞・作曲・編曲 - invisible manners（平山大介、福山整） / 歌 - Division All Stars
- 催眠麥克風 -Alternative Rap Battle-

2019年9月5日發布。手機遊戲『催眠麥克風 -Alternative Rap Battle-』主題歌。
作詞・作曲・編曲 - invisible manners（平山大介、福山整） / 歌 - Division All Stars
- 催眠麥克風 -Division Rap Battle-＋

2019年9月27日發布。
作詞・作曲・編曲 - invisible manners（平山大介、福山整） / 歌 - Division All Stars

## 出版書籍

### 漫畫
催眠麥克風 -Before The Battle- The Dirty Dawg
由鴉月ルイ（鸦月瑠衣）負責作畫。於《少年Magazine Edge》2019年1月號（2018年12月17日發售）開始連載。全4卷
| 卷數 | 講談社         | 講談社                                                  | 東立出版社                  | 東立出版社                                            | 广东旅游出版社 | 广东旅游出版社         |
| 卷數 | 發售日期       | ISBN                                                    | 發售日期                    | EAN / ISBN                                            | 發售日期       | ISBN                   |
| ---- | -------------- | ------------------------------------------------------- | --------------------------- | ----------------------------------------------------- | -------------- | ---------------------- |
| 1    | 2019年5月30日  | ISBN 978-4-06-516111-1 ISBN 978-4-06-516123-4（限定版） | 2020年6月15日 2020年6月22日 | EAN 471-0601-04167-3（首刷版） ISBN 978-957-26-4540-6 | 2024年         | ISBN 978-7-5570-3260-9 |
| 2    | 2019年10月17日 | ISBN 978-4-06-517425-8 ISBN 978-4-06-517626-9（限定版） | 2020年12月7日               | ISBN 978-957-26-4541-3                                | 2024年         | ISBN 978-7-5570-3260-9 |
| 3    | 2020年4月17日  | ISBN 978-4-06-519312-9 ISBN 978-4-06-519314-3（限定版） | 2021年4月22日               | ISBN 978-957-26-5156-8                                | 2024年         | ISBN 978-7-5570-3260-9 |
| 4    | 2020年10月16日 | ISBN 978-4-06-521091-8 ISBN 978-4-06-521092-5（限定版） | 2022年3月18日               | ISBN 978-957-26-5978-6                                | 2024年         | ISBN 978-7-5570-3260-9 |

催眠麥克風 -Division Rap Battle- side B.B & M.T.C
由蟹江鉄史負責作畫。於《月刊少年天狼星》2019年2月號（2018年12月26日發售）至2020年5月号（2020年3月26日發售）期間進行連載。全3卷，第一部完。
| 卷數 | 講談社         | 講談社                                                  | 東立出版社                  | 東立出版社                                            |
| 卷數 | 發售日期       | ISBN                                                    | 發售日期                    | EAN / ISBN                                            |
| ---- | -------------- | ------------------------------------------------------- | --------------------------- | ----------------------------------------------------- |
| 1    | 2019年6月25日  | ISBN 978-4-06-516170-8 ISBN 978-4-06-516099-2（限定版） | 2020年5月11日 2020年5月18日 | EAN 471-0601-04166-6（首刷版） ISBN 978-957-26-4542-0 |
| 2    | 2019年12月12日 | ISBN 978-4-06-518068-6 ISBN 978-4-06-518045-7（限定版） | 2020年10月6日               | ISBN 978-957-26-4543-7                                |
| 3    | 2020年4月25日  | ISBN 978-4-06-519435-5 ISBN 978-4-06-519425-6（限定版） | 2021年4月22日               | ISBN 978-957-26-5161-2                                |

催眠麥克風 -Division Rap Battle- side F.P & M
由城キイコ負責作畫。於《月刊Comic ZERO-SUM》2019年2月號（2018年12月28日發售）至2020年4月号（2020年2月28日發售）期間進行連載。全3卷。
| 卷數 | 一迅社         | 一迅社                                                  | 東立出版社    | 東立出版社                     |
| 卷數 | 發售日期       | ISBN                                                    | 發售日期      | EAN / ISBN                     |
| ---- | -------------- | ------------------------------------------------------- | ------------- | ------------------------------ |
| 1    | 2019年6月25日  | ISBN 978-4-7580-3433-3 ISBN 978-4-7580-3434-0（限定版） | 2020年6月1日  | EAN 471-0601-04224-3（首刷版） |
| 2    | 2019年12月12日 | ISBN 978-4-7580-3471-5 ISBN 978-4-7580-3470-8（限定版） | 2021年3月22日 | ISBN 978-957-26-4838-4         |
| 3    | 2020年4月25日  | ISBN 978-4-7580-3500-2 ISBN 978-4-7580-3501-9（限定版） | 2021年5月3日  | ISBN 978-957-26-5143-8         |

催眠麥克風 -Division Rap Battle- side D.H & B.A.T
由相羽紀行負責作畫。於網路漫畫平台《Magazine Pocket》（講談社）2020年4月10日開始連載。
| 卷數 | 講談社         | 講談社                                                  |
| 卷數 | 發售日期       | ISBN                                                    |
| ---- | -------------- | ------------------------------------------------------- |
| 1    | 2020年10月16日 | ISBN 978-4-06-521022-2 ISBN 978-4-06-521024-6（限定版） |
| 2    | 2020年12月17日 | ISBN 978-4-06-521666-8 ISBN 978-4-06-521667-5（限定版） |
| 3    | 2021年3月17日  | ISBN 978-4-06-522650-6 ISBN 978-4-06-522651-3（限定版） |
| 4    | 2021年9月17日  | ISBN 978-4-06-524850-8 ISBN 978-4-06-524851-5（限定版） |
| 5    | 2021年12月17日 | ISBN 978-4-06-526280-1 ISBN 978-4-06-526281-8（限定版） |

催眠麥克風 -Division Rap Battle- Dawn Of Divisions
由鴉月琉一負責作畫。於《少年Magazine Edge》2021年2月号（2021年1月17日發售）開始連載。
| 卷數 | 講談社         | 講談社                                                  |
| 卷數 | 發售日期       | ISBN                                                    |
| ---- | -------------- | ------------------------------------------------------- |
| 1    | 2021年10月15日 | ISBN 978-4-06-525024-2 ISBN 978-4-06-525023-5（限定版） |
| 2    | 2022年4月15日  | ISBN 978-4-06-527632-7 ISBN 978-4-06-527633-4（限定版） |

催眠麥克風 -Division Rap Battle- side B.B & M.T.C +
由うまみザウルス負責作畫。《月刊少年天狼星》（講談社）2021年3月号（2021年1月26日發售）開始連載。
催眠麥克風 -Division Rap Battle- side F.P & M +
由城キイコ負責作畫／百瀬祐一郎(腳本)。《月刊Comic ZERO-SUM》（一迅社）2021年3月号（2021年1月28日發售）開始連載。
| 卷數 | 一迅社         | 一迅社                                                  | 東立出版社    | 東立出版社             |
| 卷數 | 發售日期       | ISBN                                                    | 發售日期      | ISBN                   |
| ---- | -------------- | ------------------------------------------------------- | ------------- | ---------------------- |
| 1    | 2021年9月22日  | ISBN 978-4-7580-3652-8 ISBN 978-4-7580-3651-1（限定版） | 2022年6月17日 | ISBN 978-957-26-8662-1 |
| 2    | 2022年2月28日  | ISBN 978-4-7580-3712-9 ISBN 978-4-7580-3713-6（限定版） | 2024年11月7日 | ISBN 978-957-26-9102-1 |
| 3    | 2022年8月25日  | ISBN 978-4-7580-3776-1 ISBN 978-4-7580-3777-8（限定版） |               |                        |
| 4    | 2023年2月25日  | ISBN 978-4-7580-3850-8 ISBN 978-4-7580-3851-5（限定版） |               |                        |
| 5    | 2023年10月25日 | ISBN 978-4-7580-3940-6 ISBN 978-4-7580-3941-3（限定版） |               |                        |
| 6    | 2023年11月25日 | ISBN 978-4-7580-3957-4 ISBN 978-4-7580-3956-7（限定版） |               |                        |

## 電視動畫
電視動畫第1期《『催眠麥克風-Division Rap Battle-』Rhyme Anima》於2020年10月開始播出。公佈時預定於2020年7月播出，但因2019冠状病毒病疫情的影響而延期。
電視動畫第2期《『催眠麥克風-Division Rap Battle-』Rhyme Anima +》於2023年10月開始播出。

#### 製作人員
- 原作、音樂製作：EVIL LINE RECORDS
- 監督：小野勝巳
- 系列構成：吉田伸
- 角色設計：芝美奈子
- 副角色設計：川口千里、新谷真昼
- 道具設計：江間一隆
- 美術設計：岩澤美翠
- 美術監督：岡本綾乃
- 色彩設計：穗刈加奈子
- CG監督：野間裕介
- 攝影監督：宮脇洋平
- 編輯：西村英一
- 音樂：R・O・N
- 音響監督：本山哲
- 音響制作：HALF H・P STUDIO
- 監製：宮本純乃介
- 製作人：平野宗一郎、鈴木健太
- 動畫製作人：北村京子
- 動畫製作：A-1 Pictures
- 製作：『催眠麥克風-Division Rap Battle-』Rhyme Anima製作委員會（Dazed CO.,LTD.、Aniplex）

#### 主題曲
片頭曲
第1期「ヒプノシスマイク -Rhyme Anima-」（第1話~第12話，第13話作為插入曲）
作詞、作曲、編曲：invisible manners，主唱：Division All Stars
第2期「RISE FROM DEAD」
作詞、作曲、編曲：invisible manners（EVIL LINE RECORDS），主唱：Division All Stars
片尾曲（第1期）
「絆 -IKEBUKURO ver.-」（第1話~第3話）
作詞：ポチョムキン&YOSHI、tofubeats，作曲、編曲：tofubeats，主唱：Buster Bros!!!
「絆 -YOKOHAMA ver.-」（第4話~第6話）
作詞：サイプレス上野、tofubeats，作曲、編曲：tofubeats，主唱：MAD TRIGGER CREW
「絆 -SHIBUYA ver.-」（第7話~第9話）
作詞：弥之助、tofubeats，作曲、編曲：tofubeats，主唱：Fling Posse
「絆 -SHINJUKU ver.-」（第10話~第12話）
作詞：Mr.Q、山田マン，作曲、編曲：tofubeats，主唱：麻天狼
「Rhyme Anima's Mixtape」（第13話）
作詞、作曲、編曲：invisible manners，主唱：Division All Stars
片尾曲（第2期）
「NEXT STAGE」
作詞：焚卷 / 大藏 from ケツメイシ，作曲、編曲：大藏 from ケツメイシ，主唱：Buster Bros!!!（第1、12話）、MAD TRIGGER CREW（第2、8話）、Bad Ass Temple（第3、7話）、どついたれ本舗（第4、11話）、麻天狼（第5、10話）、Fling Posse（第6、9話）
「Hoodstar+」（第13話）
作詞、作曲、編曲：invisible manners（EVIL LINE RECORDS），主唱：Division All Stars
第1期劇中RAP
「Rhyme Anima's Mixtape -IKEBUKURO-」（第1話）
作詞、作曲、編曲：invisible manners，主唱：Buster Bros!!!
「Rhyme Anima's Mixtape -YOKOHAMA-」（第1話）
作詞、作曲、編曲：invisible manners，主唱：MAD TRIGGER CREW
「Rhyme Anima's Mixtape -SHIBUYA-」（第1話）
作詞、作曲、編曲：invisible manners，主唱：Fling Posse
「Rhyme Anima's Mixtape -SHINJUKU-」（第1話）
作詞、作曲、編曲：invisible manners，主唱：麻天狼
「俺が一郎」（第2話）
作詞：好良瓶太郎，作曲、編曲：月蝕會議，主唱：山田一郎（木村昴）
「RUN THIS CITY」（第2話）
作詞：好良瓶太郎，作曲、編曲：月蝕會議，主唱：Buster Bros!!!
「WELCOME U」（第3話）
作詞、作曲、編曲：Kohei by SIMONSAYZ，主唱：麻天狼
「RED ZONE (Don't test da Master)」（第4話）
作詞：KLOOZ，作曲、編曲：DJ WATARAI，主唱：MAD TRIGGER CREW
「SHIBUYA GHOST NIGHT」（第5話）
作詞：TOKYO HEALTH CLUB，作曲：Yuki "T-Groove" Takahashi、Yuma Hara、TOKYO HEALTH CLUB，編曲：Yuki "T-Groove" Takahashi、Yuma Hara，主唱：Fling Posse
「3 Seconds Killer」（第6話）
作詞：好良瓶太郎，作曲、編曲：月蝕會議，主唱：Buster Bros!!!
「Fallin' 」（第7話）
作詞：Pecori，作曲：Tondenhey，編曲：ODD Foot Works，主唱：麻天狼
「IKEBUKURO WEST GAME PARK」（第7話）
作詞：好良瓶太郎，作曲、編曲：月蝕會議，主唱：Buster Bros!!!
「Shinjuku Style 〜笑わすな〜」（第7話）
作詞：Mr.Q、山田マン，作曲：安藤健作、hatch，編曲：ラッパ我リヤ，主唱：麻天狼
「Bayside-Suicide」（第8話）
作詞：MUTA，作曲、編曲：ELIONE，主唱：MAD TRIGGER CREW
「JACKPOT!」（第8話）
作詞、作曲、編曲：T-DOT，主唱：Fling Posse
「D.R.B Rhyme Anima -1st Battle- Buster Bros!!! VS MAD TRIGGER CREW」（第9話）
作詞、作曲、編曲：invisible manners，主唱：Buster Bros!!!、MAD TRIGGER CREW
「D.R.B Rhyme Anima -2nd Battle- Fling Posse VS 麻天狼」（第10話）
作詞、作曲、編曲：invisible manners，主唱：Fling Posse、麻天狼
「D.R.B Rhyme Anima -Final Battle- MAD TRIGGER CREW VS 麻天狼」（第11話）
作詞、作曲、編曲：invisible manners，主唱：MAD TRIGGER CREW、麻天狼
「Love Dimension」（第12話）
作詞、作曲：m-flo，編曲：m-flo、Mitsunori Ikeda，主唱：Secret Aliens
「D.R.B Rhyme Anima -EX- The Dirty Dawg VS Secret Aliens」（第13話）
作詞、作曲、編曲：invisible manners，主唱：The Dirty Dawg、Secret Aliens
第2期劇中RAP
「BrIng it on」（第1話）
作詞：Ryohu，作曲、編曲：Neetz，主唱：Buster Bros!!!
「ジンギ(Pay Respect)」（第2話）
作詞：peko、KennyDoes、ぽおるすみす，作曲、編曲：TAKAMICHI TSUGEI，主唱：MAD TRIGGER CREW
「SANITY」（第3話）
作詞：輪入道，作曲、編曲：A.G.O，主唱：Bad Ass Temple
「NEW WORLD」（第4話）
作詞：ALI-KICK，作曲、編曲：SOIL&「PIMP」SESSIONS，主唱：どついたれ本舗
「Dive in」（第5話）
作詞：SKRYU，作曲：Noconoco、SAME、SKRYU，編曲：Noconoco、SAME，主唱：麻天狼
「AN IDOL」（第6話）
作詞：OHTORA、Rin音，作曲：maeshima soshi、OHTORA、Rin音，編曲：maeshima soshi，主唱：Fling Posse
「We go with the flow」（第7話）
作詞：sty，作曲：Dirty Orange、sty，編曲：Dirty Orange，主唱：Buster Bros!!!／Bad Ass Temple
「PUMP IT UP」（第8話）
作詞：Kouhei by SIMONSAYZ，作曲：Kouhei by SIMONSAYZ、R・O・N，編曲：R・O・N，主唱：MAD TRIGGER CREW、どついたれ本舗
「FIGHTER'S ROAD」（第9話）
作詞、作曲、編曲：CHI-MEY，主唱：Fling Posse、麻天狼
「BATTLE ANIMA+01」（第10話）
作詞、作曲、編曲：invisible manners，主唱：TBH／奇亞羅＆斯庫羅 VS Division Leaders
「BATTLE ANIMA+02」（第11話）
作詞、作曲、編曲：invisible manners，主唱：奇亞羅 VS Division All Stars -3rd Team-
「BATTLE ANIMA+03」（第12話）
作詞、作曲、編曲：invisible manners，主唱：斯庫羅 VS Division All Stars -2nd Team-
「Love Dimension」（第12話）
作詞、作曲：m-flo，編曲：m-flo, Mitsunori Ikeda（Tachytelic Inc.），主唱：Secret Aliens

#### 各話列表
| 話數  | 標題                                                                                        | 中文標題                                       | 劇本         | 分鏡                          | 演出         | 作畫監督 | 總作畫監督                        |
| 第1期 | 第1期                                                                                       | 第1期                                          | 第1期        | 第1期                         | 第1期        | 第1期 | 第1期                             |
| ----- | ------------------------------------------------------------------------------------------- | ---------------------------------------------- | ------------ | ----------------------------- | ------------ | --- | --------------------------------- |
| #01   | As soon as man is born he begins to die.                                                    | As soon as man is born he begins to die.       | 百瀬祐一郎   | 小野勝巳                      | 小野勝巳     | 竹内由香里、朝井聖子 | 芝美奈子                          |
| #02   | Speak of the devil and he will appear.                                                      | 說曹操曹操就到                                 | 鈴木やすゆき | 古田丈司                      | 山本隆太     | 神本兼利、藤岡真紀、西川絵奈 | 落合瞳                            |
| #03   | Two heads are better than one.                                                              | 三個臭皮匠勝過一個諸葛亮                       | 吉田伸       | 丸山裕介                      | 丸山裕介     | 小松沙奈、戶高真希、黒岩裕美 | 黒岩裕美                          |
| #04   | A friend in need is a friend indeed.                                                        | 患難見真情                                     | 百瀬祐一郎   | 児谷直樹                      | 児谷直樹     | 福世真奈美、GU JINQUI、CHEN YUFENG HANG QINGHUA、WANG ZHENYE、YU TIANXIANG | 芝美奈子、落合瞳                  |
| #05   | Seeing is believing.                                                                        | 百聞不如一見                                   | 鈴木やすゆき | 小野勝巳                      | 関暁子       | 前田学史、西川絵奈 | 落合瞳                            |
| #06   | He who laughs last, laughs best.                                                            | 別高興得太早                                   | 吉田伸       | 相澤伽月                      | 嵯峨敏       | 朝井聖子、小松沙奈、松本美雪 | 竹内由香里                        |
| #07   | The darkest hour is just before the dawn.                                                   | 否極泰來                                       | 吉田伸       | 古田丈司                      | 山本隆太     | 森田莉奈、藤岡真紀、晶貴孝二 神本兼利、八角彩香、竹内由香里 | 竹内由香里                        |
| #08   | Dead men tell no tales.                                                                     | 死無對證                                       | 鈴木やすゆき | 柴田裕介                      | 柴田裕介     | 小松沙奈、西尾智恵、合田麻美、中本尚 | 落合瞳                            |
| #09   | Life is what you make it.                                                                   | 人生由自己創造                                 | 百瀬祐一郎   | 小野勝巳                      | のがみかずお | 斉藤千恵、前田学史、合田麻美 西川絵奈、朝井聖子、福世真奈美 | 竹内由香里                        |
| #10   | Today is a good day to die.                                                                 | 今日視死如歸                                   | 鈴木やすゆき | 相澤伽月                      | 関暁子       | 晶貴孝二、森田莉奈、西川絵奈 戸髙真希、大貫巧、松本美雪、二宮奈那子 | 落合瞳、竹内由香里                |
| #11   | No pain, no gain.                                                                           | 沒有痛苦就沒有收穫                             | 鈴木やすゆき | 相澤伽月                      | 柴田裕介     | 八角彩香、藤岡真紀、吉開順子 合田麻美、神本兼利、黒岩裕美 金子美咲、西川絵奈、練馬ネリ GU JINQUI、CHEN YUFENG、HANG QINGHUA WANG ZHENYE、YU TIANXIANG、ZHAO LING                                                | 芝美奈子、竹内由香里、落合瞳      |
| #12   | You can't make an omelet without breaking eggs.                                             | 有得必有失                                     | 吉田伸       | 古田丈司                      | 山本隆太     | 小松沙奈、鈴木理彩、川村敏江 西川絵奈、熊川ありさ、松井瑠生 石川愛理、斉藤千恵、りお 前田学史、さのえり、金炅垠 池田志乃、晶貴孝二、中谷友紀子 戸髙真希、中本尚、Kim Yu-sun                                     | 竹内由香里、落合瞳                |
| #13   | Tomorrow is another day.                                                                    | 來日方長                                       | 吉田伸       | 小野勝巳                      | 小野勝巳     | 晶貴孝二、鈴木奈都子、松本美雪 神本兼利、高橋沙江子、和田慎平 西尾智恵、藤岡真紀、森田莉奈 中島竹流、前田学史、松井瑠生 永野美春、西川絵奈、鈴木理彩 金炅垠、GU JINQUI、CHEN YUFENG HANG QINGHUA、CHEN JIEQIONG | 竹内由香里、落合瞳                |
| 第2期 |                                                                                             |                                                |              |                               |              | |                                   |
| #01   | Revenge is a dish best served cold.                                                         | 君子報仇，十年不晚                             | 吉田伸       | 小野勝巳                      | 小野勝巳     | 中冈响香、高桥沙江子、藤岡真紀、晶贵孝二 | 森田莉奈                          |
| #02   | Side with the weak and crush the strong.                                                    | 力挺弱者，擊敗強者                             | 铃木康之     | 池田爱彩                      | 池田爱彩     | 伊藤美奈、大貫巧、小川玖理周、神本兼利 栗原なつ未、佐藤光、白鳥ななみ、染谷友梨花 户高真希、原田优香、ハンミンギ、杉浦ゆとり、楊鋭                                                                              | 落合瞳                            |
| #03   | Happiness depends upon ourselves.                                                           | 幸福取決於我們自己                             | 菅原雪繪     | 清水雄大 丸山裕介（LIVE部分） | 清水雄大     | 中岡響香、錦見樂、二瓶令曉、三浦綾華 島田英明、戶高真希、市橋雄一、佐藤光 安岡幸惠、杜野都、關曉子、Kidi 中尾香奈美、和田慎平、上海樊特姆動畫、杉浦ゆとり                                                       | 黑岩裕美 藤岡真紀 森田莉奈        |
| #04   | There is little success where there is little laughter.                                     | 沒有歡笑的地方就沒有成功                       | 鈴木康之     | 柴田裕介                      | 柴田裕介     | 藤岡真紀、三浦綾華、大貫巧、和田慎平 石川智美、市橋雄一、林子皓、杜野都 大橋勇吾、Kidi | 森田莉奈                          |
| #05   | As soon as you trust yourself, you will know how to live.                                   | 只要相信自己，就知道怎麼活下去                 | 菅原雪繪     | 關曉子                        | 關曉子       | 島田英明、鈴木理彩、高久美彌 中尾香奈美、中岡響香、二瓶令曉 | 落合瞳                            |
| #06   | Friendship is a single soul dwelling in three bodies.                                       | 友情是住在三個身體裡的同一個靈魂               | 鈴木康之     | 關曉子                        | 山口勇       | 高久美彌、二瓶令曉、加藤明日美 原田優香、高橋沙江子、關曉子 染谷友梨花、松田萌、伊藤美奈 | 森田莉奈 落合瞳                   |
| #07   | Hell is empty and all the devils are here.                                                  | 地獄空蕩蕩，魔鬼在人間                         | 吉田真       | 渡真利晃喜                    | 渡真利晃喜   | 晶貴孝二、鈴木理彩 白鳥奈奈美、大貫巧、中尾香奈美 島田英明、佐藤光、安岡幸惠 市橋雄一、水澤智可、迫江沙羅 關曉子、三浦綾華、無錫月靈動畫                                                                        | 藤岡真紀 黑岩裕美 森田莉奈 落合瞳 |
| #08   | Each of us bears his own Hell.                                                              | 每個人都有自己的苦難                           | 菅原雪繪     | 渡真利晃喜                    | 池田愛彩     | 晶貴孝二、神本兼利、白鳥奈奈美 戶高真希、佐藤光、大貫巧 和田慎平、中岡響香、安岡幸惠 内田百香、中尾香奈美、朱至峰 杨国福、龍光、明光、上海樊特姆動画                                                            | 落合瞳 黑岩裕美 藤岡真紀          |
| #09   | The North Wind and the Sun.                                                                 | 北風與太陽                                     | 吉田伸       | 清水雄大                      | 清水雄大     | 晶貴孝二、三浦綾華、二瓶令曉 戶高真希、佐藤光、大貫巧 山本真夕子、細田沙織、安岡幸惠 內田百香、松本美雪、中尾香奈美 白鳥奈奈美、中山由美、無錫月靈動畫、龍光                                                    | 落合瞳 黑岩裕美 藤岡真紀          |
| #10   | Every new beginning comes from some other beginning's end.                                  | 上一個開始的結束，就是下一個新的開始           | 吉田伸       | 柴田裕介                      | 柴田裕介     | 神本兼利、鈴木理彩 島田英明、栗原なつ未、高久美彌 戶高真希、笹川彌幸、中尾彩香 安岡幸惠、陳韋寧、二瓶令曉 松本美雪、大貫巧、佐藤光 無錫市淏明動漫遊戲開發工作室                                                 | 森田莉奈 落合瞳 藤岡真紀          |
| #11   | There are no goodbyes for us. Wherever you are, you will always be in my heart.             | 我們不需要道別。無論你在哪裡，我都會永遠記得你 | 吉田伸       | 渡真利晃喜                    | 渡真利晃喜   | 晶貴孝二、白鳥奈奈美、中岡響香 中山由美、二瓶令曉、原田優香 劉玟萱、星河、孫振亮 朱至峰、楊國福、明光、JION 餘波、丘、岡遼子、三宅舞子                                                                          | 藤岡真紀 落合瞳                   |
| #12   | Tears come from the heart and not from the brain.                                           | 眼淚是源自內心，而不是大腦                     | 鈴木康之     | Royden B 關曉子（LIVE部分）   | 山口勇       | 晶貴孝二、三浦綾華、戶高真希、白鳥奈奈美 佐藤光、大貫巧、山本真夕子、細田沙織 安岡幸惠、中尾香奈美、松本美雪、池田志乃 高橋沙江子、直木祥子、中岡響香、柴田裕介 星河、無錫月靈動畫、志能美Creative              | 森田莉奈 落合瞳 藤岡真紀          |
| #13   | Where there's hope, there's life. It fills us with fresh courage and makes us strong again. | 有希望的地方就有生命                           | 吉田伸       | 小野勝巳                      | 小野勝巳     | 神本兼利、內田百香、陳韋寧 鈴木理沙、高久美彌、原田優香 田島彩、二瓶令曉、參鍋渚 中尾彩香、笹川彌幸、宮田かんち 佐藤光、中岡響香、松本美雪 陳婷婷、岡遼子、三宅舞子                                             | 森田莉奈 落合瞳 藤岡真紀 黑岩裕美 |

#### 播放電視台
| 播放日期                 | 播放時間                         | 電視台       | 播放地域   | 備註                    |
| ------------------------ | -------------------------------- | ------------ | ---------- | ----------------------- |
| 2020年10月3日 - 12月26日 | 星期六 0:00 - 0:30（星期五深夜） | TOKYO MX     | 東京都     |                         |
|                          |                                  | 栃木電視台   | 栃木縣     |                         |
|                          |                                  | 群馬電視台   | 群馬縣     |                         |
|                          |                                  | BS11         | 日本全國   | BS放送 / 『ANIME+』檔期 |
| 2020年10月4日 - 12月27日 | 星期日 1:20 - 1:50（星期六深夜） | 愛知電視台   | 愛知縣     |                         |
|                          | 星期日 2:08 - 2:38（星期六深夜） | 每日放送     | 近畿廣域圈 | 『Anime Shower』第1部   |
| 2020年10月17日 -         | 星期六 23:00 - 23:30             | Animax       | 日本全國   | BS、CS放送              |
| 2020年12月22日 -         | 星期二 1:20 - 1:50（星期一深夜） | 九州朝日放送 | 福岡縣     |                         |

#### 藍光&DVD
| 卷數 | 發售日期       | 收錄話數        | 規格編號   | 規格編號   |
| 卷數 | 發售日期       | 收錄話數        | 藍光限定版 | DVD限定版  |
| ---- | -------------- | --------------- | ---------- | ---------- |
| 1    | 2020年12月23日 | 第1話、第2話    | ANZX-14321 | ANZB-14321 |
| 2    | 2021年2月10日  | 第3話、第4話    | ANZX-14322 | ANZB-14322 |
| 3    | 2021年3月17日  | 第5話~第7話     | ANZX-14323 | ANZB-14323 |
| 4    | 2021年4月14日  | 第8話 - 第10話  | ANZX-14324 | ANZB-14324 |
| 5    | 2021年5月19日  | 第11話 - 第13話 | ANZX-14325 | ANZB-14325 |

## 真人舞台劇
『催眠麥克風-Division Rap Battle-』以『Rule the Stage』為題，於2019年11月進行演出 。2023年9月『Battle of Pride 2023』公演結束後第一代演員全員畢業。 
2024年1月5日官方網站公布『催眠麥克風 -Division Rap Battle-』Rule the Stage -New Encounter- 公演資訊，並公開第二代演員。

### 舞台簡介
導演植木豪，劇本由龜田真二郎負責，旁白為山寺宏一。舞者則由常與植木豪合作之舞蹈團體Beat Buddy Boi 成員為中心組成「Division Dance Battle」。 

### 公演
『催眠麥克風-Division Rap Battle-』 Rule the Stage -track.1主角為池袋Division 與橫濱Division 及赤羽Division於2019年11月15日 - 12月1日期間公演
『催眠麥克風 -Division Rap Battle-』Rule the Stage -track.2 主角為澀谷Division 與新宿Division 及淺草Division2020年春季公演予定
『催眠麥克風 -Division Rap Battle-』Rule the Stage -track.3
主角為大阪Division 、名古屋Division 與道頓堀divers 及絲之會
『催眠麥克風 -Division Rap Battle-』Rule the Stage -track.4主角為新宿Division 澀谷Division
池袋Division 與橫濱Division
『催眠麥克風 -Division Rap Battle-』Battle of Pride 全員出演 2021年8月公演
『催眠麥克風 -Division Rap Battle-』Rule the Stage -track.5 主角為TDD成員與D44人 2022年冬季公演予定

『催眠麥克風 -Division Rap Battle-』Rule the Stage D.H. VS B.B.主角為大阪Division 池袋Division
『催眠麥克風 -Division Rap Battle-』Rule the Stage B.A.T. VS M.主角為名古屋Division 與新宿Division
『催眠麥克風 -Division Rap Battle-』Rule the Stage M.T.C. VS BFP.主角為橫濱Division 與澀谷Division
『催眠麥克風 -Division Rap Battle-』Battle of Pride 2023 全員出演 一代演員全員畢業

### 舞台演員
池袋Division / Buster Bros!!!
山田一郎 - 高野洸（一代）、石川凌雅（二代） 
山田二郎 -  松田昇大（一代）、松岡拳紀介（二代） 
山田三郎 - 秋嶋隆斗 / 永島龍之介 （一代）、高野涉聖（二代） 
橫濱Division / MAD TRIGGER CREW
碧棺左馬刻 - 阿部顯嵐（一代）、植原卓也（二代） 
入間銃兎 - 水江建太（一代）、YUKI（二代） 
毒島・メイソン・理鶯 - 伯恩斯·勇氣（一代）、益永拓彌（二代） 
澀谷Division / Fling Posse
飴村亂數 - 世古口凌 / 安井謙太郎（一代）、三井淳平（二代）
夢野幻太郎 - 前山剛久 / 坂田隆一郎（一代）、今井俊斗（二代）
有栖川帝統 - 瀧澤諒（一代）、木津谷泰勇（二代）
新宿Division / 麻天狼
神宮寺寂雷 - 鮎川太陽（一代）、小波津亞廉（二代）
伊弉冉一二三 - 新木宏典（荒木宏文）（一代）、安藤夢叶（二代）
觀音坂獨步 - 宮城紘大 / 井出卓也（一代）、中下雄貴（二代）
大阪Division / どついたれ本舗
白膠木簓 - 荒牧慶彥（一代）、北出流星（二代）
躑躅森盧笙 - 里中將道（一代）、飯田寅義（二代）
天谷奴零 - 東山義久 / 郷本直也（一代）、喜史川大私（二代）
名古屋Division / Bad Ass Temple
波羅夷空卻 - 廣野凌大（一代）、中西智也（二代）
四十物十四 - 加藤大悟（一代）、酒寄楓太（二代）
天國獄 - 青柳壘斗（一代）、中塚皓平（二代）
The Dirty Dawg
山田一郎 - 高野洸（一代） 
碧棺左馬刻 - 阿部顯嵐（一代）
神宮寺寂雷 - 鮎川太陽（一代）
飴村亂數 - 安井謙太郎（一代）

### 其他
神奈備衢 - 糸川耀士郎（一代）

### 舞台版原創角色
資料出自日版維基百科。

### North Bastard （ノース バスタード）
赤羽division代表隊，隊長是堂庵和聖。
堂庵 和聖（どうあん かずさと, Doan kazusato）【MC Darkness】
演員 - 岸本勇太
•山田一郎的兒時玩伴。
•表面上是懦弱的上班族，背地裡卻掌管著由赤羽division的不良分子所組成的龐大組織。

狐久里 梁山（こくり りょうざん, Kokuri ryozan）【MC Griffin】
演員 - 南部海人
•出身於橫濱division的詐欺師，過去與碧棺左馬刻有過衝突。

蛇穴 健栄（さらぎ けんえい, Saragi kenei）【MAD Snake】
演員 - 松浦司
•最初作為軍隊研究員，參與麥克風相關開發。現為堂庵和聖的得力助手。

### 鬼瓦Bombers（おにがわらボンバーズ）
淺草division代表隊，隊長是鬼灯甚八。
鬼灯 甚八（ほおずき じんぱち, Hozuki jinpachi）【Demon's Fire】
演員 - 加藤良輔
•木匠大師、典型的江戶之子。
•曾為業餘棒球隊隊長、現任鬼瓦Bombers隊長，深受當地人歡迎。

駒形 正宗（こまがた まさむね, Komagata masamune）【Bacchus】
演員 - 和田泰右
•熱愛清酒的酒舖老闆。
•業餘棒球隊和鬼瓦Bombers成員。
•有栖川帝統曾惹麻煩的淺草賭博場所常客。

影向 道四郎（ようごう どうしろう, Yogo doshiro ）【NiHachi/ニハチ】
演員 - 結城伽寿也
•淺草寺後方一間蕎麥麵店的廚師。
•業餘棒球隊和鬼瓦Bombers成員。
•3人中年紀最小的

### D4（ディーフォー）
由越獄者組成的隊伍，隊長是谷ケ崎伊吹。
谷ケ崎 伊吹（やがさき いぶき, Yagasaki ibuki）
演員 - 高橋駿一
有馬 正弦（ありま せいげん, Arima seigen）
演員 - 福澤侑
阿久根 燐童（あくね りんどう, Akune rindō）
演員 - 岡野海斗
時空院 丞武（じくういん じょうぶ, Jikuin jobu,）
演員 - 後藤大

### 舞台劇其他角色
舞台劇『track.3』中登場的原創角色。
大蜘蛛 弾襄（おおぐも だんじょう, Ogumo danjyo）
演員 - 植野堀誠
•總部位於京都division的新興宗教團體・絲之會（糸の会）的創始人。
•曾是上屆政府的要員，對中王區懷有怨恨。並用違法麥克風偽裝自己的宗教團體。

小鳥遊 ハル（たかなし はる）
演員 - 星乃勇太
•躑躅森盧笙教導的高中生。
•漫才三人組『道頓堀Divers（道頓堀ダイバーズ）』的吐槽擔當。
•與祖母一同入教絲之會。

綿本 裕孝（わたもと ひろたか）
演員 - 北乃颯希
•躑躅森盧笙教導的高中生。
•漫才三人組『道頓堀Divers（道頓堀ダイバーズ）』的裝傻擔當。
•暱稱『はヒロリン（Wa Hirorin）』

茜ヶ久保 遼太郎（あかねがくぼ りょうたろう）
演員 - 髙橋祐理
•躑躅森盧笙教導的高中生。
•漫才三人組『道頓堀Divers（道頓堀ダイバーズ）』的裝傻擔當。
•暱稱『はリョータ（Wa Ryota）』

## 其他跨媒體

### 手機遊戲
『催眠麥克風-Alternative Rap Battle-』2020年3月26號開始配信。

### 電臺廣播
『催眠麥克風 RADIO supported by Spotify』
2019年10月開始在TOKYO FM放送。  
每個月3回由MC.B.B、MTC、Fling Posse、麻天狼各區域一周一輪流一人回答聽眾投稿的疑難雜症
主持人為矢島大地。

## 備註
1. 1 2  .   [2018-06-27]. （原始内容存档于2020-10-14）.
2. 1 2  .   [2018-06-27]. （原始内容存档于2019-08-03）.
3. ↑  .   [2018-06-30]. （原始内容存档于2020-11-05）.
4. ↑  . hypnosismic-stage.com.   [2023-07-22]. （原始内容存档于2023-11-04） （日语）.
5. ↑   [演員們的畢業通知].   [2023-07-22]. （原始内容存档于2023-07-02） （日语）.
6. ↑  Inc, Natasha. . ステージナタリー.   [2024-01-09]. （原始内容存档于2024-05-07） （日语）.
7. ↑  . Wikipedia. 2023-07-22 （日语）.
8. ↑   [江戶之子]. Wikipedia. 2023-03-28 （日语）.

## 外部連結
- ヒプノシスマイクオフィシャルサイト （页面存档备份，存于） - 『催眠麥克風』官方網站
- Channelヒプノシスマイク （页面存档备份，存于） - YouTube官方頻道「Channelヒプノシスマイク」
- ヒプノシスマイク -ニコ生 Rap Battle- （页面存档备份，存于） - ニコニコ動畫官方頻道「ヒプノシスマイク -ニコ生 Rap Battle-」
- ヒプノシスマイク -Alternative Rap Battle- （页面存档备份，存于） - 遊戲官方網站
- 『ヒプノシスマイク-Division Rap Battle-』Rhyme Anima オフィシャルサイト （页面存档备份，存于） - 動畫官方網站